# Zef Gashi

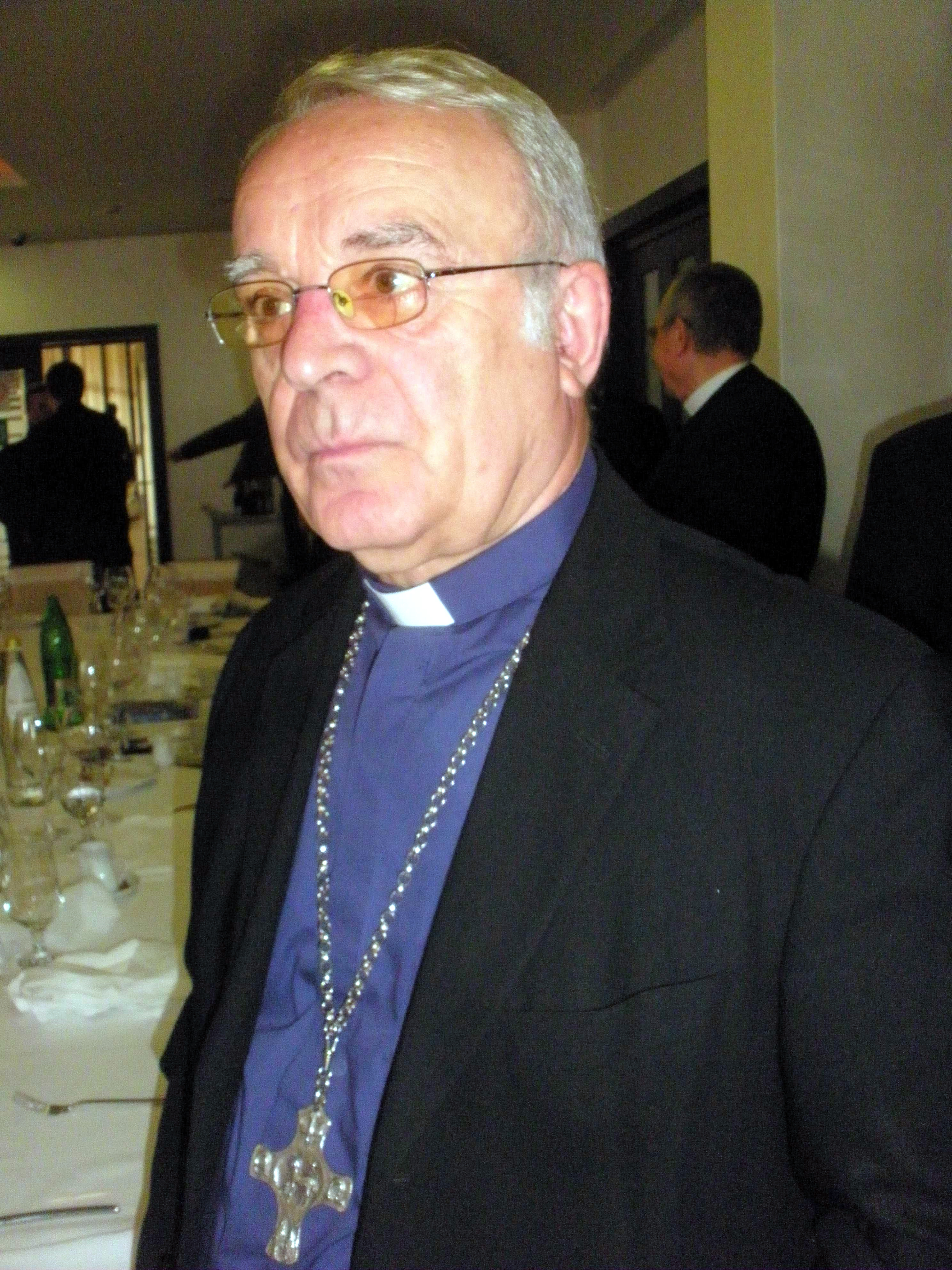
Erzbischof Zef Gashi (2011 in Zrenjanin)

Zef Gashi SDB (* 4. Dezember 1938 in Pešter bei Lipljan, Königreich Jugoslawien, heute Kosovo) ist Ordensgeistlicher und emeritierter römisch-katholischer Erzbischof von Bar in Montenegro.

## Leben
Nach Abschluss der Grundschule trat Zef Gashi im Herbst 1955 in den Orden der Salesianer Don Boscos ein und besuchte vier Jahre in Rijeka das allgemeinbildende Gymnasium. Hernach studierte er in Zagreb Theologie und empfing am 29. Juni 1969 das Sakrament der Priesterweihe. Bis 1992 war Gashi als Pfarrer in Priština und in Peshter tätig. Von Juli 1992 bis zu seiner Ernennung zum Erzbischof lehrte er im albanischen Shkodra am katechetischen Institut und arbeitete daneben als Gemeindepfarrer.
Papst Johannes Paul II. ernannte ihn am 27. Juni 1998 zum Erzbischof von Bar. Die Bischofsweihe spendete ihm der Kardinalpräfekt der Kongregation für die Evangelisierung der Völker, Jozef Tomko, am 19. September desselben Jahres. Mitkonsekratoren waren der Apostolische Nuntius in Jugoslawien, Erzbischof Santos Abril y Castelló, und sein Amtsvorgänger Petar Perkolić.
Am 5. April 2016 nahm Papst Franziskus seinen altersbedingten Rücktritt an.